# Mháire Stritter

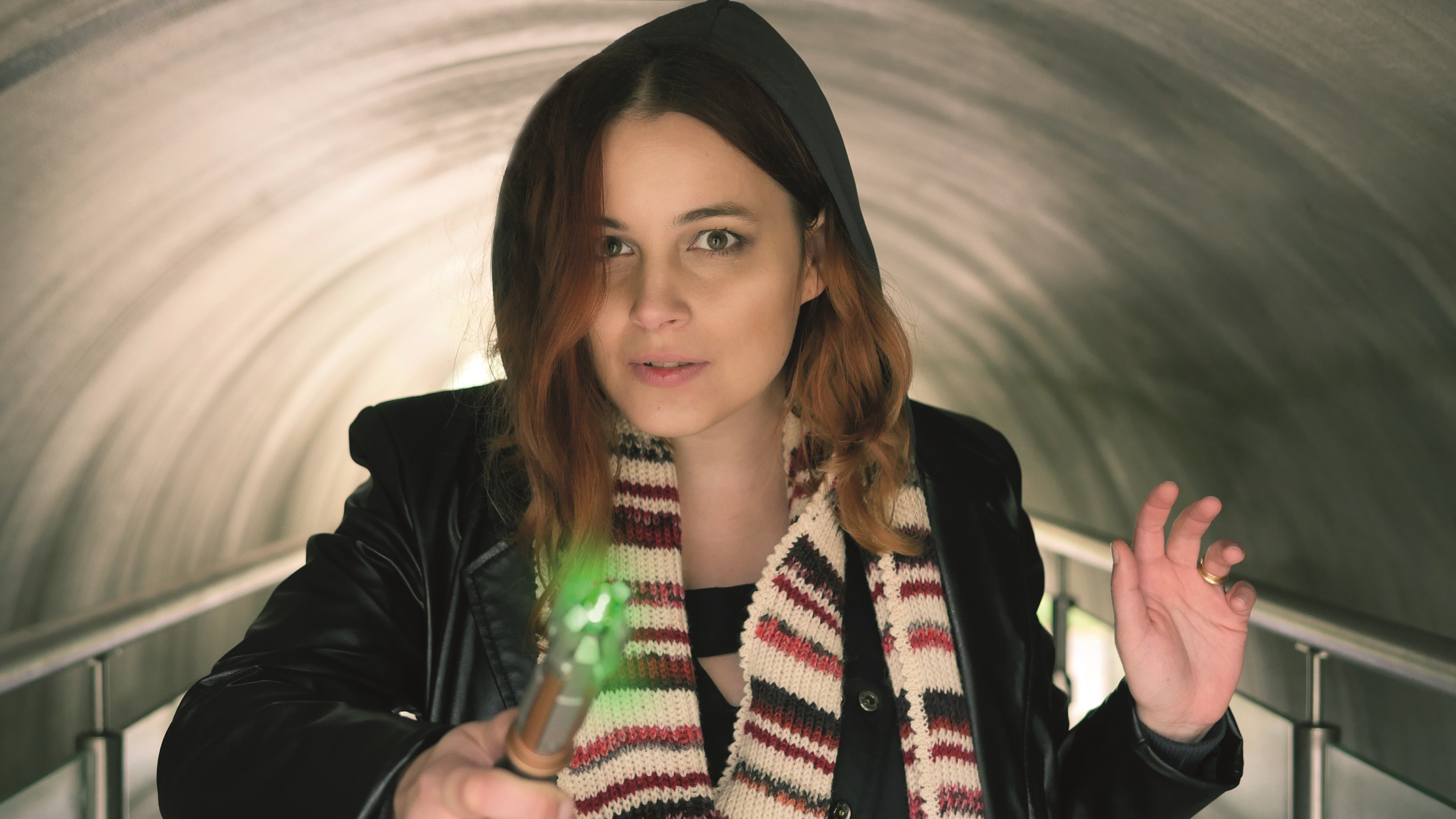
Mháire Stritter in Doctor Who Cosplay im Jahr 2017

Anna Mháire Stritter (* 1984 in Münster) ist eine deutsche Schriftstellerin, Moderatorin und Journalistin. Sie ist vor allem bekannt als Mitbegründerin und Betreiberin des Webvideoportals Orkenspalter TV, das sich mit Rollenspiel, Comics, Literatur und zum Teil auch Videospielen beschäftigt und hauptsächlich auf YouTube und Twitch vertreten ist.

## Werk
2009 gründete Stritter zusammen mit Nicolas Mendrek das Projekt Orkenspalter TV, welches zunächst als Freizeitprojekt betrieben wurde. Dort übernahm sie zunächst hauptsächlich die Rolle der Moderatorin, brachte sich im Laufe der Zeit aber verstärkt als Autorin ein. Bei dem 2015 per Crowdfunding finanzierten Film The Secret of Phobos, zur retrofuturistisch-viktorianischen Welt des Rollenspielsystems Space: 1889, übernahm sie Teile der Regie und spielte zudem eine der Hauptrollen. Im selben Jahr produzierte sie gemeinsam mit Nicolas Mendrek den preisgekrönten Dokumentarfilm Jurassic Road, in dem es um eine Reise nach China in einem altersschwachen Wohnmobil und einen animatronischen Dinosaurier ging.
Seit 2011 schreibt sie für das Rollenspiel Das Schwarze Auge. Außerdem verfasste sie das Regelwerk des Pen-&-Paper-Rollenspiels zur Computerspielereihe Deponia und war als Übersetzerin für Fate, Numenera und Star Wars sowie diverse Videospiele von THQ Nordic tätig. 2021/22 erschien ihre Romantrilogie Pardona. 2024 erschienen diese drei Romane auch als Mischung aus Hörbuch und Hörspiel. Bei diesem Projekt übernahm sie die Rolle der Erzählerin.
Abgesehen davon ist Mháire Stritter in diversen anderen Hörspielproduktionen zu hören, u. a. in Ablegern der Ghostsitter-Reihe von Tommy Krappweis.
Stritter arbeitete von 2011 bis 2014 als (Video)Journalistin bei der Computec Media GmbH. Sie schrieb und moderierte unter anderem für PC Games und Buffed, vor allem im Bereich Retro- und Rollenspiele.
2015 veröffentlichte Orkenspalter TV einen Fotokalender, in dem Stritter als Model in Szenen- und Aktfotos in LARP-Ästhetik posiert. Der Kalender war ursprünglich als Aprilscherz gedacht, erfreute sich jedoch großer Beliebtheit, weswegen weitere Kalender bis 2020 erschienen.
Stritter ist häufig bei anderen Streamern und in Podcasts zu Gast und tritt als Sprecherin auf Konferenzen, Messen und Conventions der Fantasy- und Rollenspielszene auf. Außerdem arbeitet sie professionell als Spielleiterin von Pen-&-Paper-Rollenspielrunden.
Seit 2021 entwirft und leitet sie regelmäßig Pen-&-Paper-Runden für das Streaming-Angebot der ARD, darunter mehrere Sessions mit historisch korrektem Hintergrund und das offizielle Rollenspiel zur Serie Tatort.
Zu den bekanntesten Gästen in ihren Runden zählen Schauspieler wie Ferdinand Hofer, Hans-Georg Panczak, aber auch der Die-Grünen-Politiker Omid Nouripour.

## Bibliographie (Auswahl)

### Rollenspiele – Ratgeber & Hintergrundbände
- Handbücher des Drachen – Spielleiterwillkür!. Ulisses Spiele, Waldems 2017, ISBN 978-3-95752-520-8
- Das Rahjasutra (Das Schwarze Auge; mit Axel Spohr). Ulisses Spiele, Waldems 2018, ISBN 978-3-96331-001-0
- Handbücher des Drachen II – Spielleiterwillkür 2. Ulisses Spiele, Waldems 2019, ISBN 978-3-96331-168-0

### Rollenspiele – Regelwerke & Module
- Die Verbotene Kammer (Das Schwarze Auge – Myranor; mit Nicolas Mendrek und Stefan Tannert). Uhrwerk Verlag, Erkrath 2011, ISBN 978-3-942012-21-8
- Die Ewige Mada (Das Schwarze Auge – Myranor). Uhrwerk Verlag, Erkrath 2011, ISBN 978-3-942012-38-6
- Das Sterbende Land (Das Schwarze Auge – Myranor; mit Nicolas Mendrek). Uhrwerk Verlag, Erkrath 2014, ISBN 978-3-942012-76-8
- Legatin des Bösen (Das Schwarze Auge – Myranor; mit Nicolas Mendrek). Uhrwerk Verlag, Köln 2015, ISBN 978-3-95867-012-9
- Deponia: Das Rollenspiel (mit Nicolas Mendrek und Jan Müller-Michaelis). Uhrwerk Verlag, Köln 2015, ISBN 978-3-95867-024-2
- Das Schwarze Auge – LARP Regelwerk (mit Nicolas Mendrek und Karsten Dombrowski). Ulisses Spiele, Waldems 2018, ISBN 978-3-95752-982-4
- Das Vermächtnis des Nubor (Das Schwarze Auge; mit Nicolas Mendrek). Ulisses Spiele, Waldems 2019, ISBN 978-3-96331-206-9
- Cthulhu: Orkenspalter und der Mythos. Pegasus Spiele, Friedberg 2023, ISBN 978-3-96928-089-8.

### Romane
- Kind des Goldenen Gottes – Pardona I. Ulisses Spiele, Waldems 2021, ISBN 978-3-96331-777-4
- Lied der Sieben Sphären – Pardona II (mit Nicolas Mendrek). Ulisses Spiele, Waldems 2021, ISBN 978-3-96331-778-1
- Herz der Tausend Welten – Pardona III (mit Nicolas Mendrek). Ulisses Spiele, Waldems 2022, ISBN 978-3-96331-779-8

### Übersetzungen
- Monte Cook: Numenéra (Grundregelwerk). Uhrwerk Verlag, Köln 2016, ISBN 3-95867-007-5
- Andrew Fischer: Star Wars: Zeitalter der Rebellion Spielleiterset. Ulisses Spiele, Waldems 2017, ISBN 3-95752-316-8
- Jack Norris: Tianxia: Jade, Seide und Blut (Fate). Uhrwerk Verlag, Köln 2017, ISBN 3-95867-112-8
- Alone in the Dark (Computerspiel, 2024), deutsche Fassung